# 2012年ロンドンオリンピックのオーストラリア選手団
2012年ロンドンオリンピックのオーストラリア選手団（2012ねんロンドンオリンピックのオーストラリアせんしゅだん）は、2012年7月27日から8月12日にかけてイギリスの首都ロンドンで開催された2012年ロンドンオリンピックのオーストラリア選手団、およびその競技結果。

## 概要
今大会は金メダル8個、銀メダル15個、銅メダル12個の合計35個のメダルを獲得した。

## メダル
| メダル | 選手名 | 競技             | 種目                     | 日付（現地） |
| ------ | --- | ---------------- | ------------------------ | ------------ |
| 金     | ジャレド・タレント | 陸上             | 男子50km競歩             | 8月11日      |
| 金     | サリー・ピアソン | 陸上             | 女子100mハードル         | 8月7日       |
| 金     | アリシア・クーツ ケイト・キャンベル ブリタニー・エルムスリー メラニー・シュランガー | 競泳             | 女子4×100mリレー         | 7月28日      |
| 金     | トム・スリングスビー | セーリング       | 男子レーザー級           | 8月6日       |
| 金     | マシュー・ベルチャー マルコム・ページ | セーリング       | 男子470級                | 8月10日      |
| 金     | アイアン・ジェンセン ネーサン・アウタリッジ | セーリング       | 男子49er級               | 8月8日       |
| 金     | アンナ・メアーズ | 自転車           | 女子スプリント           | 8月7日       |
| 金     | テイト・スミス デーブ・スミス マレー・スチュワート ジェイコブ・クリア | カヌー           | 男子スプリントK-4 1000m  | 8月9日       |
| 銀     | ミッチェル・ワット | 陸上             | 男子走幅跳               | 8月4日       |
| 銀     | ジェームズ・マグヌッセン | 競泳             | 男子100m自由形           | 8月1日       |
| 銀     | クリスチャン・スプレンガー | 競泳             | 男子100m平泳ぎ           | 7月29日      |
| 銀     | エミリー・シーボーム | 競泳             | 女子100m背泳ぎ           | 7月30日      |
| 銀     | アリシア・クーツ | 競泳             | 女子200m個人メドレー     | 7月31日      |
| 銀     | ブロンテ・バラット メラニー・シュランガー カイリー・パーマー アリシア・クーツ | 競泳             | 女子4×200mリレー         | 8月1日       |
| 銀     | エミリー・シーボーム リーゼル・ジョーンズ アリシア・クーツ メラニー・シュランガー | 競泳             | 女子4×100mメドレーリレー | 8月4日       |
| 銀     | ブリタニー・ブローベン | 飛込             | 女子10m高飛込            | 8月9日       |
| 銀     | ウィリアム・ロックウッド ジェームズ・チャップマン ドルー・ジン ジョシュア・ダンクリー＝スミス | ボート           | 男子舵なしフォア         | 8月4日       |
| 銀     | キム・クロー ブルック・プラトリー | ボート           | 女子ダブルスカル         | 8月3日       |
| 銀     | ケイト・ホーンジー サラ・テイト | ボート           | 女子舵なしペア           | 8月1日       |
| 銀     | ニナ・カーティス オリビア・プライス ルシンダ・ウィッティ | セーリング       | 女子エリオット6m級       | 8月11日      |
| 銀     | ジャック・ボブリッジ グレン・オシェイ ロハン・デニス マイケル・ヘップバーン | 自転車           | 男子団体追抜             | 8月3日       |
| 銀     | サム・ウィロビー | 自転車           | 男子BMX                  | 8月10日      |
| 銀     | ジェシカ・フォックス | カヌー           | 女子スラロームK-1        | 8月2日       |
| 銅     | ハイデン・ストッケル クリスチャン・スプレンガー マット・ターゲット ジェームズ・マグヌッセン | 競泳             | 男子4×100mメドレーリレー | 8月4日       |
| 銅     | ブロンテ・バラット | 競泳             | 女子200m自由形           | 7月31日      |
| 銅     | アリシア・クーツ | 競泳             | 女子100mバタフライ       | 7月29日      |
| 銅     | ジェマ・ビーズワース ビクトリア・ブラウン ケイト・ギンター ブロンウェン・ノックス ホリー・リンカーン＝スミス アリシア・マコーマック ジェーン・モーラン グレンコラ・ラルフ メル・リッポン ソフィー・スミス アシュ・サザン ロウィー・ウェブスター ニコラ・ザガム                                                                | 水球             | 女子                     | 8月9日       |
| 銅     | クリストファー・モーガン ジェームズ・マクレア カーステン・フォスターリング ダニエル・ムーナン | ボート           | 男子クオドルプルスカル   | 8月3日       |
| 銅     | キム・クロー | ボート           | 女子シングルスカル       | 8月4日       |
| 銅     | マーク・ノウルズ ジェイミー・ドワイアー リアム・デ・ヤング サイモン・オーチャード グレン・ターナー クリストファー・シリエロ マシュー・バタリーニ ラッセル・フォード エディー・オッケンデン ジョエル・キャロル マット・ゴーデス ティモシー・デビン マシュー・スワン ネイサン・バーガース キーラン・ゴバーズ ファーガス・カバナ | ホッケー         | 男子                     | 8月11日      |
| 銅     | ジェナ・オヘア サマンサ・リチャーズ ジェニファー・スクリーン アビー・ビショップ スージー・バトコビッチ キャスリーン・マクラウド クリスティ・ハロワー ローラ・サマートン ベリンダ・スネル レイチェル・ジャリー エリザベス・キャンベージ ローレン・ジャクソン                                                                   | バスケットボール | 女子                     | 8月11日      |
| 銅     | シェーン・パーキンス | 自転車           | 男子スプリント           | 8月6日       |
| 銅     | カーリー・マカラク アンナ・メアーズ | 自転車           | 女子チームスプリント     | 8月2日       |
| 銅     | アネット・エドモンソン | 自転車           | 女子オムニアム           | 8月7日       |
| 銅     | エリン・デンシャム | トライアスロン   | 女子                     | 8月4日       |